# ZX Spectrum
Pour les articles homonymes, voir Spectrum.
Le ZX Spectrum est un petit ordinateur personnel mis sur le marché par le constructeur informatique anglais Sinclair Research en 1982. Basé sur le processeur Zilog Z80 tournant à 3,5 MHz, il est initialement équipé avec 16 ou 48 ko de mémoire vive.

## Historique
Vendu pour 125 livres sterling (GBP) pour le modèle 16 ko et 175 GBP pour le modèle 48 ko, le Spectrum est le premier ordinateur personnel grand public au Royaume-Uni, semblable en importance au Commodore 64 aux États-Unis (qui est également un rival du Spectrum en Europe). Une version légèrement modifiée du Spectrum, dans une carrosserie argentée avec des touches en plastique dur, est vendue aux États-Unis par Timex sous l’appellation TS2068. Il a une extension ROM de 8 ko supplémentaires, avec des interfaces vendue séparément : un port pour cartouches, deux ports pour manettes de jeu et un microprocesseur audio AY-3-8912, et des commandes BASIC supplémentaires pour commander ce matériel (STICK, SOUND).
Dans les modèles suivants, on trouve le ZX Spectrum +, avec un clavier amélioré, et le ZX Spectrum 128, avec un meilleur son et 128 ko de RAM. Après l’achat par Amstrad de Sinclair Research en 1986, deux versions supplémentaires voient le jour : le ZX Spectrum +2 avec un enregistreur de cassettes inclus dans la machine, et le ZX Spectrum +3 avec un lecteur de disquettes 3 pouces inclus.
Le Spectrum est un énorme succès au Royaume-Uni ; certaines sources indiquent un parc d'environ 2,5 millions de Spectrum dans ce pays fin 1988 ; il continua à bien se vendre jusqu'aux débuts des années 1990. Le chiffre de 5 millions d'exemplaires sur toute sa durée de vie est parfois avancé. Il était également relativement répandu en Espagne (250 000 unités à la fin 1988), et eut un succès plus confidentiel en France (30 000 unités à cette même date).
Un certain nombre de développeurs de jeux importants aujourd’hui commencent leur carrière sur le ZX Spectrum, comme Ultimate Play the Game (aujourd’hui Rareware), Peter Molyneux (ex-Bullfrog Productions) et Shiny Entertainment.
Plusieurs clones sont produits, particulièrement en Europe de l'Est (Elwro, HC85) et en Amérique du Sud. Certains sont restés en production jusque dans les années 1990, tels le Didaktik et le Sprinter de Peters Plus Ltd.

## Description

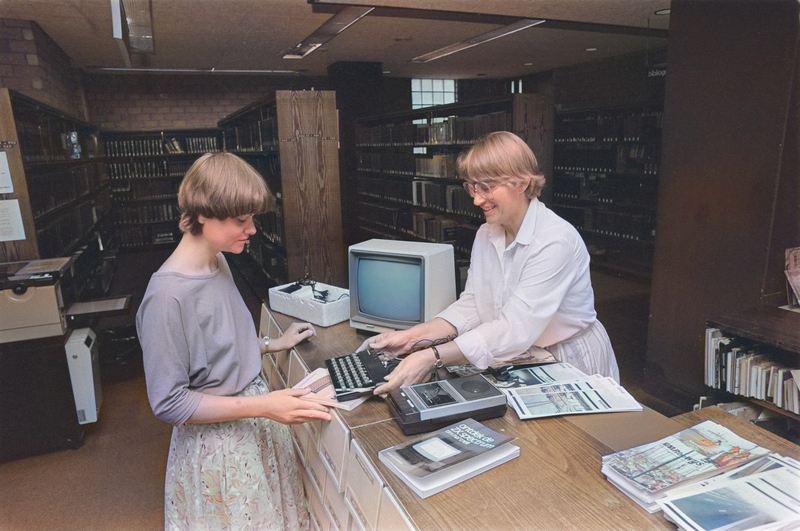
Prêt d'un ZX Spectrum par une bibliothèque aux Pays-Bas en 1984.

La sortie vidéo se fait sur une télévision avec un affichage couleur. Il est doté d'un clavier en caoutchouc avec des inscriptions rappelant les mots clés du BASIC. Ainsi, en mode de programmation, l’appui sur la touche « G », par exemple, insère la commande BASIC « GOTO ». Les programmes sont enregistrés sur un magnétophone classique. Il n'est pas rare de devoir charger un programme pendant plusieurs minutes avant de pouvoir l'utiliser, ce qui pousse le constructeur à développer son propre système de sauvegarde.
L’affichage vidéo du Spectrum, bien que rudimentaire, est à l’époque adapté pour l’affichage sur des postes de télévision portables à tube cathodique et n’est pas un frein au développement de jeux vidéo.
Le mode texte est de 32 colonnes sur 24 lignes avec un choix de 8 couleurs dans un mode soit normal, soit brillant, ce qui donne 16 teintes. La résolution graphique est de 256×192 avec les mêmes limitations de couleurs. Le Spectrum a une méthode spécifique de gestion des couleurs ; les attributs de couleurs sont dans une grille de 32×24, séparée des données graphiques et texte, avec une limitation à seulement 2 couleurs par cellule. Cela amène à ce qui est appelé colour clash ou attribute clash (collision de couleurs ou d’attributs) qui provoque des effets non désirés dans les jeux de style arcade[Quoi ?].
En ce qui concerne le son, un simple beeper émet des sons rudimentaires. La commande BEEP n'accepte que deux paramètres : la fréquence et la durée du « bip » et pas d'enveloppe ou de volume. Néanmoins, il est possible de repousser ces limites grâce à la modulation de largeur d'impulsion, et ainsi augmenter le nombre de pistes à 8, 10 voire 16 voix, et modifier l'enveloppe. Certains jeux tirent parti de ces possibilités, comme Agent X ou Artura.
Un processeur sonore Yamaha AY-3-8912 (identique à celui installé sur les micro-ordinateurs Amstrad CPC, MSX, Oric, et plus tard sur les Atari ST), est intégré sur le modèle ZX Spectrum 128.

## Périphériques

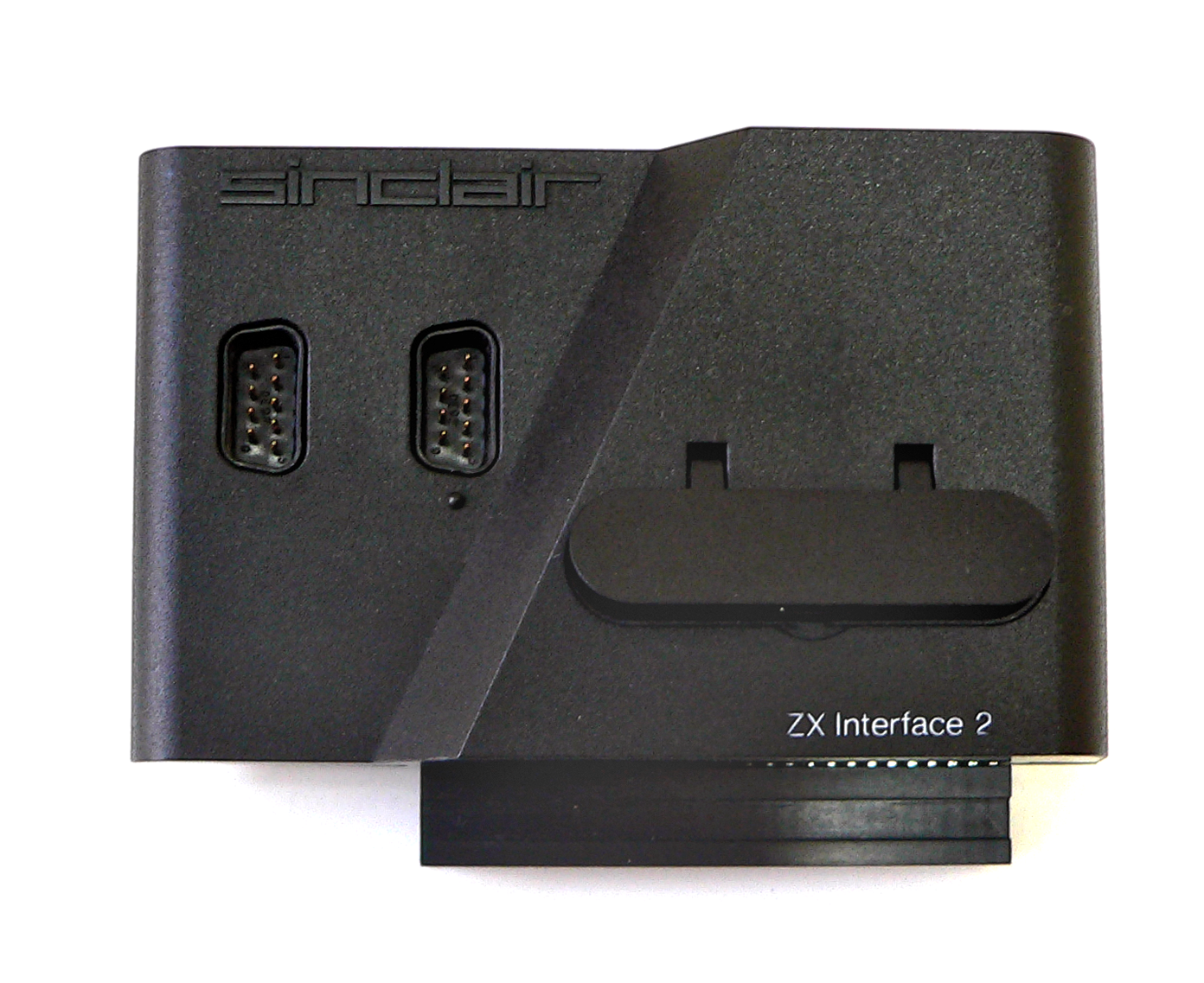
L'Interface 2 fait partie des périphériques officiels du ZX Spectrum.

Plusieurs périphériques pour le Spectrum sont mis sur le marché par Sinclair Research. L'imprimante thermique   spécifique du ZX81 est utilisable. L'Interface 1 ajoute un port RS-232 standard, un port pour réseau local et la possibilité de connecter des microdrives, minuscules cassettes contenant une bande magnétique en boucle qui sont également utilisées sur le Sinclair QL. L’Interface 2 ajoute deux ports de manette de jeu et un port pour cartouche ROM.
Il existe alors différentes cartes d'extension pour le son, la Turbo Sound FM, comportant deux générateurs de son programmable YM2203 (en) et deux YM3014 de Yamaha (supportant la synthèse FM), ainsi qu'un Philips SAA1099, et la carte SAA1099 Sound Card, utilisant un générateur de son programmable Philips SAA1099,, 6 voix. Ce dernier est également utilisé dans le SAM Coupé et par paire dans la Sound Blaster 1.0 de Creative Labs. La carte son General Sound, fonctionnant à 12 MHz et comportant 512 Kb de RAM), la carte MIDI sound permettait également d'échanger avec des périphériques suivant le standard MIDI

## Postérité
En 2017, un projet Kickstarter permet au ZX Spectrum de revivre. C'est la recréation moderne du Spectrum sous la forme d'un ordinateur totalement compatible avec son modèle, et possédant des fonctionnalités modernes, telles que la prise en charge du HDMI. Lancé le 23 avril 2017, pour le 35e anniversaire de l'ordinateur de Sinclair, ZX Spectrum Next dépasse largement le seuil de rentabilité fixé à 250 000 livres. L'ordinateur n'est pas seulement une réédition de l'ordinateur original, mais plutôt une véritable amélioration. Les périphériques originaux sont compatibles avec le ZX Spectrum Next.
En 2019, Fuzix, un Unix léger pour processeurs 8 bits et 16 bits, développé par Alan Cox, l'un des principaux développeurs de Linux, est porté sur la plateforme ZX Spectrum.